# Jenny Whittle
Jennifer Hazel Whittle, detta Jenny (Gold Coast, 5 settembre 1973), è un'ex cestista australiana, professionista nella WNBA.

## Carriera
È stata selezionata dalle Washington Mystics al quarto giro del Draft WNBA 1999 (37ª scelta assoluta).
Con l'Australia ha disputato due edizioni dei Giochi olimpici (Atlanta 1996, Sydney 2000), quattro dei Campionati mondiali (1994, 1998, 2002, 2006) e i Campionati oceaniani del 2005.